# Bivalvulida
Bivalvulida  (лат.) — отряд паразитических беспозвоночных из группы Myxozoa. Характеризуются двустворчатыми спорами, содержащими 1—2 или 4 полярные капсулы и 1 (редко 2) амёбовидный зародыш. Вегетативные формы разнообразны. Главным образом полостные или тканевые паразиты костистых рыб, реже других рыб и водных позвоночных. Два вида паразитируют в трематодах.

## Круг хозяев и локализация паразита
Bivalvulida в ходе своей эволюции вначале освоили морских рыб, затем перешли к паразитированию в пресноводных. Это отличает их от Multivalvulida, представленных исключительно в море. Вегетативные формы Bivalvulida адаптировались к паразитированию в желчном и мочевом пузырях, мочеточниках и мочевых канальцах. В пресных водоёмах вегетативные стадии некоторых видов сумели освоить и другие органы и ткани рыб. Увеличиваясь в размерах, они принимают форму неподвижных цист.

## Галерея

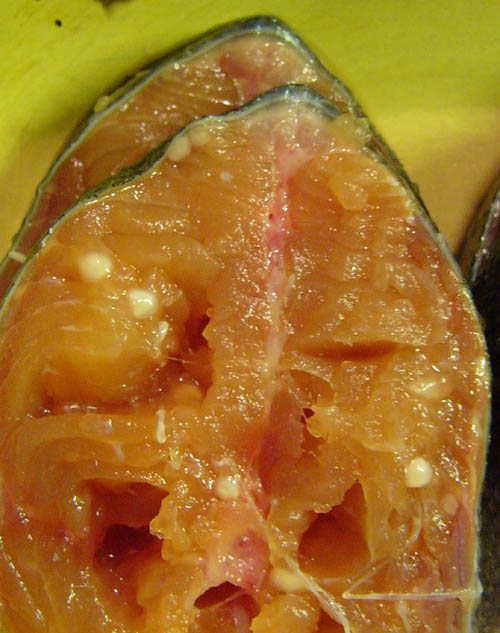
Цисты в мясе рыбы
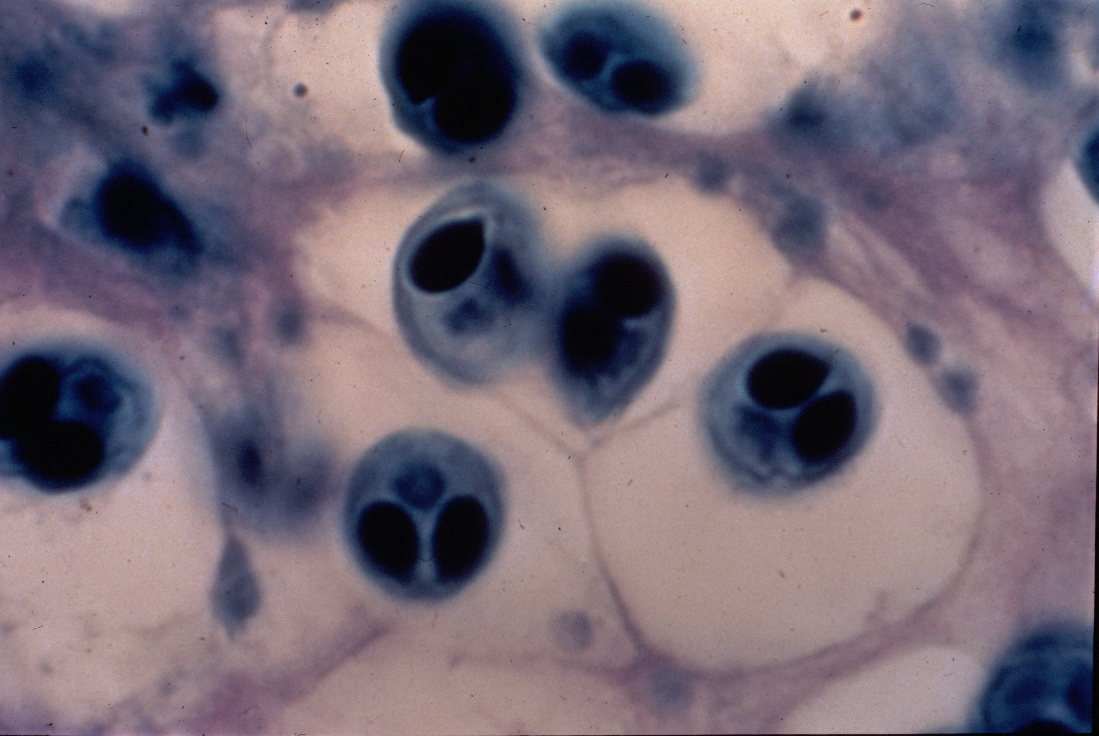
Споры в тканях хозяина
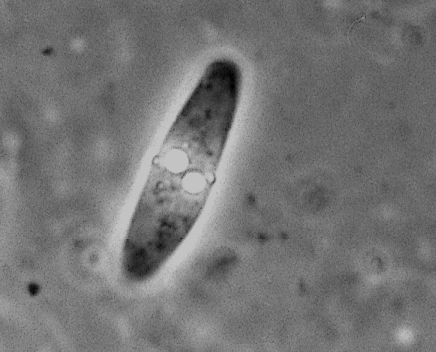
Спора Myxobolus